# بیمارستان یادبود آرلینگتون
بیمارستان یادبود آرلینگتون (به انگلیسی: Arlington Memorial Hospital) بیمارستانی خصوصی در ایالات متحده آمریکا است که در ۱۹۵۸ میلادی ساخته شد و دارای ۴۱۷ تخت است.